# Ernst Adalbert von Harrach
Ernst Adalbert von Harrach (ur. 4 listopada 1598 w Wiedniu, zm. 25 października 1667 r. tamże) – arcybiskup metropolita praski od 1623 r., biskup trydencki od 1665 r. Uzyskał w 1627 r. zgodę od papieża na używanie dla siebie i swoich następców w Pradze tytułu prymasa Czech.

## Życiorys
Ernst Adalbert von Harrach był synem Karla Bernharda von Harrach, tajnego radcy i ministra cesarza Ferdynanda II i jego żony Marie Elisabeth von Schrattenbach. Uczył się w kolegiach jezuickich w Czeskim Krumlovie i Jindřichovym Hradcu, a następnie studiował w Collegium Germanicum w Rzymie. Podczas studiów Grzegorz XV mianował go papieskim podkomorzym i sekretarzem. Został także kanonikiem ołomunieckim, pasawskim, trydenckim i salzburskim oraz proboszczem we Fryzyndze. 9 listopada 1622 r., jeszcze podczas pobytu w Rzymie, praska kapituła wybrała go na arcybiskupa. 10 maja 1623 r. Zakon Krzyżowców z Czerwoną Gwiazdą wybrał go na wielkiego mistrza. Zyskał papieskie zatwierdzenie 9 lutego 1623 r., a święcenia biskupie otrzymał 22 stycznia 1624 r. Objął urzędowanie w Pradze 2 kwietnia 1624 r. Papież Urban VIII mianował go 11 stycznia 1626 r. kardynałem z tytułem Santa Maria degli Angeli.
Ernst Adalbert von Harrach jako arcybiskup praski dbał o rekatolizację swojej archidiecezji i powiększenie jej majątku. Z powodu niedostatku księży (w 1636 r. z 1000 parafii obsadzonych było 350) utworzył seminarium duchowne i zakładał liczne klasztory. Za zasługi w rekatolizacji Czech otrzymał w 1627 r. tytuł prymasa królestwa czeskiego. W 1665 r. został mianowany biskupem trydenckim. Nominacja stanowiła odszkodowanie za jego zgodę na pomniejszenie praskiej archidiecezji poprzez utworzenie biskupstw w Litomierzycach i Hradcu Králové.
W 1665 r. wizytował dekanat kłodzki. Poświęcił wówczas trzy kaplice: św. Anny na Górze Św. Anny koło Nowej Rudy, św. Antoniego koło Gorzanowa i św. Jerzego w Lądku-Zdroju.